# فيرجيني مامبا
فيرجيني مامبا مواليد 5 ديسمبر 1980، هي لاعبة كرة يد كونغولية تلعب كمحور. مثلت منتخب جمهورية الكونغو الديمقراطية لكرة اليد للسيدات.

## سجل المنافسة
شاركت في البطولات التالية:
- بطولة العالم لكرة اليد للسيدات 2015